# Tapinoma vexatum
Tapinoma vexatum är en myrart som beskrevs av Santschi 1919. Tapinoma vexatum ingår i släktet Tapinoma och familjen myror. Inga underarter finns listade i Catalogue of Life.